# Parti communiste révolutionnaire (marxiste-léniniste)
Pour les articles homonymes, voir PCR et Parti communiste révolutionnaire.
Le Parti communiste révolutionnaire (PCR), auparavant Parti communiste révolutionnaire (marxiste-léniniste) (PCR-ML), est un parti politique français d'extrême gauche ayant existé de 1974 à 1983.
Les effectifs du PCR, qui possède un local au 162, rue Marcadet, dans le 18e arrondissement de Paris, sont estimés à un millier de militants et 3 000 sympathisants.

## Histoire
Il est issu en avril 1974 du Parti communiste marxiste-léniniste de France (PCMLF) et dirigé par Max Cluzot. Toutefois, le président du parti est André Roustan, né en 1920, ancien FTP déporté à Buchenwald et ancien cadre du PCMLF. En mai 1974, il reçoit le ralliement d'Oser lutter, groupe essonnien de la Gauche ouvrière et paysanne, tendance maoïste issue du Parti socialiste unifié (PSU).
Le mouvement prône l'antimilitarisme et la lutte contre l'« impérialisme français » : il participe ainsi à l'été 1974 au second rassemblement au Rajal del Guorp sur le causse du Larzac. Lorsque François Mitterrand se rend sur le causse, une manifestation des groupes maghrébins et anti-impérialistes se forme aux cris de « Mitterrand bourreau du peuple algérien ». Certains des militants du PCR s'y joignent avec d'autres issus de différents groupes dont le groupe occitan Pòble d'Òc et de l'UCF (ML) et atteint rapidement 10 000 personnes. François Mitterrand est finalement contraint de partir sous les huées. Selon la presse qui en fait immédiatement ses gros titres, à cette occasion François Mitterrand aurait reçu des mottes de terre et des pierres.
En mai 1975, le PCR-ML se dote d'un mouvement de jeunes, l'Union communiste de la jeunesse révolutionnaire, dirigée par Jacques Archimbaud (Jean-François Vitte), et qui compte dans ses rangs François Besse, fils de Georges Besse. L'année 1975 est également marquée par le développement de plusieurs sections locales, à Lyon, Besançon ou Amiens.
Contrairement au PCMLF, le PCR-ML refuse de s'aligner sur les positions du gouvernement chinois et manifeste même quelques prises de positions et une attitude plus ouvertes que son homologue. Une des formes du soutien financier est l'achat d'une trentaine d'abonnements au journal Front rouge, puis au Quotidien du peuple — créé le 29 septembre 1975 — et l'abandon des bénéfices engendrés par la vente de livres chinois. Le soutien financier au PCR a toujours été très inférieur à celui attribué à l'organisation concurrente, le PCMLF et son journal L'Humanité rouge.
Après la dégradation des relations entre la Chine et l'Albanie, la Chine demande au PCR et au PCMLF, de rompre tout contact avec ce pays. Le PCMLF s'exécute immédiatement, mais le PCR est plus réticent. Après quelques mois, toutefois cette rupture est consommée (fin 1976), ce qui entraîne le départ de quelques responsables nationaux financés par l'Albanie.
Après la mort de Mao Zedong en 1976, le PCR-ML continue à soutenir le gouvernement chinois. Aux élections législatives de 1978, il présente des candidats communs avec le PCMLF, au sein d'une liste « Union ouvrière et paysanne pour la démocratie prolétarienne » (UOPDP) qui recueille entre 0,8 et 2 % des voix.
Son évolution politique aboutit à l'abandon de la référence « marxiste-léniniste » en 1981. Le PCR-ML prend alors le nom de « Parti communiste révolutionnaire » (PCR). Le PCR s'oriente à partir de cette date vers une ligne autogestionnaire. Dans cette optique, il participe aux côtés de militants trotskistes, issus de la LCR, à la Fédération pour une gauche alternative, et soutient la candidate du PSU, Huguette Bouchardeau, à l'élection présidentielle.
Après le départ de la plupart des militants en 1982, René Rodriguez devient secrétaire général du PCR. Il décide de prononcer la dissolution du parti en 1983.